# ساروس خورشیدی ۱۱۴
ساروس ۱۱۴ دوره‌ای زمانی با چرخه‌ای حدود ۱۸ سال و ۱۱ روز و ۸ ساعت (تقریباً ۶۵۸۵ و یک سوم روز) است که شامل ۷۲ خورشیدگرفتگی می‌شود.

## رخدادها
| ساروس | عضو | تاریخ                        | زمان (بزرگ‌ترین) ساعت هماهنگ جهانی | نوع    | مکان طول و عرض جغرافیایی | گاما    | قدر    | گُستره (km) | مدت زمان (دقیقه: ثانیه) | منبع |
| ----- | --- | ---------------------------- | --------------------------------- | ------ | ------------------------ | ------- | ------ | ---------- | ----------------------- | ---- |
| ۱۱۴   | ۱   | ۲۳ ژوئیه ۶۵۱                 | ۹:۲۸:۵۰                           | جزئی   | 63.1S 11.9E              | -1.5588 | 0.0086 |            |                         |      |
| ۱۱۴   | ۲   | ۲ اوت ۶۶۹                    | ۱۶:۰۶:۰۶                          | جزئی   | 62.4S 97.3W              | -1.4861 | 0.1336 |            |                         |      |
| ۱۱۴   | ۳   | ۱۳ اوت ۶۸۷                   | ۲۲:۵۰:۱۳                          | جزئی   | 61.7S 152E               | -1.418  | 0.25   |            |                         |      |
| ۱۱۴   | ۴   | ۲۴ اوت ۷۰۵                   | ۵:۴۱:۳۵                           | جزئی   | 61.3S 39.7E              | -1.3552 | 0.357  |            |                         |      |
| ۱۱۴   | ۵   | ۴ سپتامبر ۷۲۳                | ۱۲:۴۲:۲۹                          | جزئی   | 60.9S 74.9W              | -1.2996 | 0.4512 |            |                         |      |
| ۱۱۴   | ۶   | ۱۴ سپتامبر ۷۴۱               | ۱۹:۵۲:۱۷                          | جزئی   | 60.8S 168.3E             | -1.2506 | 0.5335 |            |                         |      |
| ۱۱۴   | ۷   | ۲۶ سپتامبر ۷۵۹               | ۳:۱۱:۵۷                           | جزئی   | 60.8S 49.1E              | -1.2093 | 0.6027 |            |                         |      |
| ۱۱۴   | ۸   | ۶ اکتبر ۷۷۷                  | ۱۰:۳۹:۵۴                          | جزئی   | 60.9S 72.1W              | -1.1742 | 0.6611 |            |                         |      |
| ۱۱۴   | ۹   | ۱۷ اکتبر ۷۹۵                 | ۱۸:۱۷:۵۵                          | جزئی   | 61.3S 164.1E             | -1.1468 | 0.7065 |            |                         |      |
| ۱۱۴   | ۱۰  | ۲۸ اکتبر ۸۱۳                 | ۲:۰۳:۱۴                           | جزئی   | 61.8S 38.4E              | -1.1249 | 0.7426 |            |                         |      |
| ۱۱۴   | ۱۱  | ۸ نوامبر ۸۳۱                 | ۹:۵۵:۴۷                           | جزئی   | 62.4S 89.2W              | -1.1085 | 0.7696 |            |                         |      |
| ۱۱۴   | ۱۲  | ۱۸ نوامبر ۸۴۹                | ۱۷:۵۳:۵۷                          | جزئی   | 63.2S 141.5E             | -1.0962 | 0.7898 |            |                         |      |
| ۱۱۴   | ۱۳  | ۳۰ نوامبر ۸۶۷                | ۱:۵۷:۱۳                           | جزئی   | 64.1S 10.7E              | -1.088  | 0.8035 |            |                         |      |
| ۱۱۴   | ۱۴  | ۱۰ دسامبر ۸۸۵                | ۱۰:۰۲:۱۳                          | جزئی   | 65.2S 120.9W             | -1.0804 | 0.8164 |            |                         |      |
| ۱۱۴   | ۱۵  | ۲۱ دسامبر ۹۰۳                | ۱۸:۰۸:۱۱                          | جزئی   | 66.2S 106.9E             | -1.073  | 0.8293 |            |                         |      |
| ۱۱۴   | ۱۶  | ۱ ژانویه ۹۲۲                 | ۲:۱۲:۵۶                           | جزئی   | 67.3S 25.5W              | -1.0642 | 0.8447 |            |                         |      |
| ۱۱۴   | ۱۷  | ۱۲ ژانویه ۹۴۰                | ۱۰:۱۶:۱۱                          | جزئی   | 68.4S 158W               | -1.0538 | 0.8631 |            |                         |      |
| ۱۱۴   | ۱۸  | ۲۲ ژانویه ۹۵۸                | ۱۸:۱۳:۳۲                          | جزئی   | 69.5S 70.3E              | -1.038  | 0.8911 |            |                         |      |
| ۱۱۴   | ۱۹  | ۳ فوریه ۹۷۶                  | ۲:۰۶:۴۴                           | حلقه‌ای | 70.4S 61W                | 1.0182  | 0.9262 | -          | -                       |      |
| ۱۱۴   | ۲۰  | ۱۳ فوریه ۹۹۴                 | ۹:۵۱:۵۸                           | حلقه‌ای | 74.3S 151.1E             | -۰٫۹۹۱۲ | ۰٫۹۳۰۳ | -          | ۴ دقیقه و ۳۳ ثانیه      |      |
| ۱۱۴   | ۲۱  | ۲۴ فوریه ۱۰۱۲                | ۱۷:۳۱:۵۸                          | حلقه‌ای | 71.7S 11.9W              | -۰٫۹۵۹۳ | ۰٫۹۳۷۶ | ۸۴۵        | ۴ دقیقه و ۳۲ ثانیه      |      |
| ۱۱۴   | ۲۲  | ۷ مارس ۱۰۳۰                  | ۱:۰۱:۵۴                           | حلقه‌ای | 64.1S 147.6W             | -۰٫۹۱۸۵ | ۰٫۹۴۴۵ | ۵۱۹        | ۴ دقیقه و ۲۵ ثانیه      |      |
| ۱۱۴   | ۲۳  | ۱۷ مارس ۱۰۴۸                 | ۸:۲۶:۳۵                           | حلقه‌ای | 55.6S 88.7E              | -۰٫۸۷۲۶ | ۰٫۹۵۱۴ | ۳۶۳        | ۴ دقیقه و ۱۳ ثانیه      |      |
| ۱۱۴   | ۲۴  | ۲۸ مارس ۱۰۶۶                 | ۱۵:۴۱:۵۷                          | حلقه‌ای | 46.7S 28.8W              | -۰٫۸۱۸۱ | ۰٫۹۵۸۲ | ۲۶۲        | ۳ دقیقه و ۵۷ ثانیه      |      |
| ۱۱۴   | ۲۵  | ۷ آوریل ۱۰۸۴                 | ۲۲:۵۲:۰۴                          | حلقه‌ای | 38.1S 142.9W             | -۰٫۷۵۸۵ | ۰٫۹۶۴۹ | ۱۹۲        | ۳ دقیقه و ۳۵ ثانیه      |      |
| ۱۱۴   | ۲۶  | ۱۹ آوریل ۱۱۰۲                | ۵:۵۴:۳۳                           | حلقه‌ای | 29.5S 106.2E             | -۰٫۶۹۱۳ | ۰٫۹۷۱۴ | ۱۴۱        | ۳ دقیقه و ۷ ثانیه       |      |
| ۱۱۴   | ۲۷  | ۲۹ آوریل ۱۱۲۰                | ۱۲:۵۳:۵۴                          | حلقه‌ای | 21.3S 2.9W               | -۰٫۶۲۰۵ | ۰٫۹۷۷۷ | ۱۰۱        | ۲ دقیقه و ۳۴ ثانیه      |      |
| ۱۱۴   | ۲۸  | ۱۰ مه ۱۱۳۸                   | ۱۹:۴۸:۳۳                          | حلقه‌ای | 13.5S 110W               | -۰٫۵۴۴۷ | ۰٫۹۸۳۵ | ۷۰         | ۱ دقیقه و ۵۸ ثانیه      |      |
| ۱۱۴   | ۲۹  | ۲۱ مه ۱۱۵۶                   | ۲:۴۰:۴۵                           | حلقه‌ای | 6.3S 144.3E              | -۰٫۴۶۵۶ | ۰٫۹۸۸۹ | ۴۴         | ۱ دقیقه و ۲۱ ثانیه      |      |
| ۱۱۴   | ۳۰  | ۱ ژوئن ۱۱۷۴                  | ۹:۳۱:۵۰                           | حلقه‌ای | 0.3N 39.7E               | -۰٫۳۸۴۳ | ۰٫۹۹۳۸ | ۲۴         | ۰ دقیقه و ۴۵ ثانیه      |      |
| ۱۱۴   | ۳۱  | ۱۱ ژوئن ۱۱۹۲                 | ۱۶:۲۳:۴۴                          | حلقه‌ای | 6N 64.3W                 | -۰٫۳۰۲۳ | ۰٫۹۹۸۱ | ۷          | ۰ دقیقه و ۱۴ ثانیه      |      |
| ۱۱۴   | ۳۲  | ۲۲ ژوئن ۱۲۱۰                 | ۲۳:۱۷:۱۷                          | مرکب   | 10.8N 168W               | -۰٫۲۲۰۷ | ۱٫۰۰۱۸ | ۶          | ۰ دقیقه و ۱۲ ثانیه      |      |
| ۱۱۴   | ۳۳  | ۳ ژوئیه ۱۲۲۸                 | ۶:۱۳:۴۶                           | مرکب   | 14.6N 88.3E              | -۰٫۱۴۰۴ | ۱٫۰۰۴۹ | ۱۷         | ۰ دقیقه و ۳۲ ثانیه      |      |
| ۱۱۴   | ۳۴  | ۱۴ ژوئیه ۱۲۴۶                | ۱۳:۱۵:۱۹                          | مرکب   | 17.2N 16.2W              | -۰٫۰۶۳۱ | ۱٫۰۰۷۴ | ۲۶         | ۰ دقیقه و ۴۶ ثانیه      |      |
| ۱۱۴   | ۳۵  | ۲۴ ژوئیه ۱۲۶۴                | ۲۰:۲۲:۴۴                          | مرکب   | 18.8N 121.9W             | ۰٫۰۱۰۴  | ۱٫۰۰۹۳ | ۳۲         | ۰ دقیقه و ۵۶ ثانیه      |      |
| ۱۱۴   | ۳۶  | ۵ اوت ۱۲۸۲                   | ۳:۳۵:۵۶                           | مرکب   | 19.4N 131.1E             | ۰٫۰۷۹۹  | ۱٫۰۱۰۷ | ۳۷         | ۱ دقیقه و ۱ ثانیه       |      |
| ۱۱۴   | ۳۷  | ۱۵ اوت ۱۳۰۰                  | ۱۰:۵۷:۲۵                          | مرکب   | 19N 22E                  | ۰٫۱۴۳۴  | ۱٫۰۱۱۵ | ۴۰         | ۱ دقیقه و ۵ ثانیه       |      |
| ۱۱۴   | ۳۸  | ۲۶ اوت ۱۳۱۸                  | ۱۸:۲۷:۱۹                          | مرکب   | 17.9N 89.6W              | ۰٫۲۰۰۵  | ۱٫۰۱۲  | ۴۲         | ۱ دقیقه و ۶ ثانیه       |      |
| ۱۱۴   | ۳۹  | ۶ سپتامبر ۱۳۳۶               | ۲:۰۶:۵۸                           | مرکب   | 16.2N 156.1E             | ۰٫۲۵۰۶  | ۱٫۰۱۲۲ | ۴۳         | ۱ دقیقه و ۷ ثانیه       |      |
| ۱۱۴   | ۴۰  | ۱۷ سپتامبر ۱۳۵۴              | ۹:۵۴:۴۰                           | مرکب   | 14.2N 39.3E              | ۰٫۲۹۴۷  | ۱٫۰۱۲۲ | ۴۴         | ۱ دقیقه و ۷ ثانیه       |      |
| ۱۱۴   | ۴۱  | ۲۷ سپتامبر ۱۳۷۲              | ۱۷:۵۳:۱۵                          | مرکب   | 11.9N 80.4W              | ۰٫۳۳۰۵  | ۱٫۰۱۲۱ | ۴۴         | ۱ دقیقه و ۷ ثانیه       |      |
| ۱۱۴   | ۴۲  | ۹ اکتبر ۱۳۹۰                 | ۲:۰۰:۲۶                           | مرکب   | 9.6N 157.3E              | ۰٫۳۵۹۸  | ۱٫۰۱۲  | ۴۴         | ۱ دقیقه و ۷ ثانیه       |      |
| ۱۱۴   | ۴۳  | ۱۹ اکتبر ۱۴۰۸                | ۱۰:۱۶:۵۹                          | مرکب   | 7.3N 32.6E               | ۰٫۳۸۲   | ۱٫۰۱۲۱ | ۴۵         | ۱ دقیقه و ۱۰ ثانیه      |      |
| ۱۱۴   | ۴۴  | ۳۰ اکتبر ۱۴۲۶                | ۱۸:۴۰:۳۸                          | مرکب   | 5.2N 94.1W               | ۰٫۳۹۹۱  | ۱٫۰۱۲۳ | ۴۶         | ۱ دقیقه و ۱۳ ثانیه      |      |
| ۱۱۴   | ۴۵  | ۱۰ نوامبر ۱۴۴۴               | ۳:۱۲:۲۰                           | مرکب   | 3.5N 137.2E              | ۰٫۴۱۰۲  | ۱٫۰۱۳  | ۴۹         | ۱ دقیقه و ۱۸ ثانیه      |      |
| ۱۱۴   | ۴۶  | ۲۱ نوامبر ۱۴۶۲               | ۱۱:۴۹:۲۴                          | مرکب   | 2.2N 7.2E                | ۰٫۴۱۷۶  | ۱٫۰۱۳۹ | ۵۲         | ۱ دقیقه و ۲۶ ثانیه      |      |
| ۱۱۴   | ۴۷  | ۱ دسامبر ۱۴۸۰                | ۲۰:۳۰:۳۸                          | مرکب   | 1.5N 123.9W              | ۰٫۴۲۱۸  | ۱٫۰۱۵۵ | ۵۸         | ۱ دقیقه و ۳۷ ثانیه      |      |
| ۱۱۴   | ۴۸  | ۱۳ دسامبر ۱۴۹۸               | ۵:۱۵:۰۸                           | کامل   | 1.5N 104.3E              | ۰٫۴۲۴۲  | ۱٫۰۱۷۴ | ۶۶         | ۱ دقیقه و ۵۰ ثانیه      |      |
| ۱۱۴   | ۴۹  | ۲۳ دسامبر ۱۵۱۶               | ۱۴:۰۰:۵۱                          | کامل   | 2.2N 27.9W               | ۰٫۴۲۵۶  | ۱٫۰۱۹۹ | ۷۵         | ۲ دقیقه و ۵ ثانیه       |      |
| ۱۱۴   | ۵۰  | ۳ ژانویه ۱۵۳۵                | ۲۲:۴۵:۴۹                          | کامل   | 3.8N 160.1W              | ۰٫۴۲۸۵  | ۱٫۰۲۲۸ | ۸۶         | ۲ دقیقه و ۲۲ ثانیه      |      |
| ۱۱۴   | ۵۱  | ۱۴ ژانویه ۱۵۵۳               | ۷:۲۸:۰۹                           | کامل   | 6.3N 68.3E               | ۰٫۴۳۴   | ۱٫۰۲۶۳ | ۹۹         | ۲ دقیقه و ۴۱ ثانیه      |      |
| ۱۱۴   | ۵۲  | ۲۵ ژانویه ۱۵۷۱               | ۱۶:۰۷:۳۶                          | کامل   | 9.5N 62.8W               | ۰٫۴۴۲۲  | ۱٫۰۳۰۲ | ۱۱۳        | ۲ دقیقه و ۵۹ ثانیه      |      |
| ۱۱۴   | ۵۳  | ۱۵ فوریه ۱۵۸۹                | ۰:۴۲:۲۰                           | کامل   | 13.6N 167.1E             | ۰٫۴۵۴۵  | ۱٫۰۳۴۴ | ۱۲۹        | ۳ دقیقه و ۱۷ ثانیه      |      |
| ۱۱۴   | ۵۴  | ۲۶ فوریه ۱۶۰۷                | ۹:۱۰:۳۸                           | کامل   | 18.4N 38.2E              | ۰٫۴۷۲۷  | ۱٫۰۳۸۸ | ۱۴۷        | ۳ دقیقه و ۳۴ ثانیه      |      |
| ۱۱۴   | ۵۵  | ۸ مارس ۱۶۲۵                  | ۱۷:۳۲:۳۹                          | کامل   | 23.9N 89.4W              | ۰٫۴۹۶۵  | ۱٫۰۴۳۴ | ۱۶۶        | ۳ دقیقه و ۵۰ ثانیه      |      |
| ۱۱۴   | ۵۶  | ۲۰ مارس ۱۶۴۳                 | ۱:۴۷:۱۹                           | کامل   | 30N 144.6E               | ۰٫۵۲۷۱  | ۱٫۰۴۷۹ | ۱۸۶        | ۴ دقیقه و ۲ ثانیه       |      |
| ۱۱۴   | ۵۷  | ۳۰ مارس ۱۶۶۱                 | ۹:۵۵:۲۴                           | کامل   | 36.7N 20.2E              | ۰٫۵۶۳۴  | ۱٫۰۵۲۴ | ۲۰۹        | ۴ دقیقه و ۱۲ ثانیه      |      |
| ۱۱۴   | ۵۸  | ۱۰ آوریل ۱۶۷۹                | ۱۷:۵۵:۱۳                          | کامل   | 43.8N 102.2W             | ۰٫۶۰۷   | ۱٫۰۵۶۵ | ۲۳۳        | ۴ دقیقه و ۱۷ ثانیه      |      |
| ۱۱۴   | ۵۹  | ۲۱ آوریل ۱۶۹۷                | ۱:۴۹:۲۲                           | کامل   | 51.4N 136.9E             | ۰٫۶۵۵۹  | ۱٫۰۶۰۲ | ۲۶۲        | ۴ دقیقه و ۱۸ ثانیه      |      |
| 114   | 60  | May ۳, ۱۷۱۵                  | ۹:۳۶:۳۰                           | کامل   | 59.4N 17.9E              | ۰٫۷۱۱۲  | ۱٫۰۶۳۲ | ۲۹۵        | ۴ دقیقه و ۱۴ ثانیه      |      |
| ۱۱۴   | ۶۱  | ۱۳ مه ۱۷۳۳                   | ۱۷:۱۸:۲۹                          | کامل   | 67.9N 99.5W              | ۰٫۷۷۱۲  | ۱٫۰۶۵۶ | ۳۳۹        | ۴ دقیقه و ۶ ثانیه       |      |
| ۱۱۴   | ۶۲  | ۲۵ مه ۱۷۵۱                   | ۰:۵۵:۱۶                           | کامل   | 77N 144.7E               | ۰٫۸۳۵۹  | ۱٫۰۶۷  | ۴۰۲        | ۳ دقیقه و ۵۳ ثانیه      |      |
| ۱۱۴   | ۶۳  | ۴ ژوئن ۱۷۶۹                  | ۸:۲۸:۳۴                           | کامل   | 87.3N 26.2E              | ۰٫۹۰۳۷  | ۱٫۰۶۷۱ | ۵۲۱        | ۳ دقیقه و ۳۶ ثانیه      |      |
| ۱۱۴   | ۶۴  | ۱۵ ژوئن ۱۷۸۷                 | ۱۵:۵۹:۲۵                          | کامل   | 78.7N 104.8E             | ۰٫۹۷۳۹  | ۱٫۰۶۴۸ | ۹۹۸        | ۳ دقیقه و ۹ ثانیه       |      |
| ۱۱۴   | ۶۵  | ۲۶ ژوئن ۱۸۰۵                 | ۲۳:۲۷:۴۰                          | جزئی   | 65.5N 9.9W               | 1.0462  | 0.9357 |            |                         |      |
| ۱۱۴   | ۶۶  | ۸ ژوئیه ۱۸۲۳                 | ۶:۵۶:۲۸                           | جزئی   | 64.6N 132W               | 1.1182  | 0.7958 |            |                         |      |
| ۱۱۴   | ۶۷  | ۱۸ ژوئیه ۱۸۴۱                | ۱۴:۲۵:۱۴                          | جزئی   | 63.7N 106.2E             | 1.1903  | 0.6556 |            |                         |      |
| ۱۱۴   | ۶۸  | ۲۹ ژوئیه ۱۸۵۹                | ۲۱:۵۶:۵۷                          | جزئی   | 63N 16W                  | 1.2598  | 0.5205 |            |                         |      |
| ۱۱۴   | ۶۹  | ۹ اوت ۱۸۷۷                   | ۵:۳۰:۲۴                           | جزئی   | 62.3N 138.6W             | 1.3277  | 0.3889 |            |                         |      |
| ۱۱۴   | ۷۰  | ۲۰ اوت ۱۸۹۵                  | ۱۳:۰۹:۱۶                          | جزئی   | 61.8N 97.7E              | 1.3911  | 0.2665 |            |                         |      |
| ۱۱۴   | ۷۱  | خورشیدگرفتگی ۳۱ اوت ۱۹۱۳     | ۲۰:۵۲:۱۲                          | جزئی   | 61.5N 26.8W              | 1.4512  | 0.1513 |            |                         |      |
| ۱۱۴   | ۷۲  | خورشیدگرفتگی ۱۲ سپتامبر ۱۹۳۱ | ۴:۴۱:۲۵                           | جزئی   | 61.2N 152.8W             | 1.506   | 0.0471 |            |                         |      |